# Ayako Shoda
Ayako Shoda –en japonés: 正田絢子, Shōda Ayako– (3 de noviembre de 1981) es una deportista japonesa que compitió en lucha libre. Ganó 5 medallas en el Campeonato Mundial de Lucha entre los años 1999 y 2010.

## Palmarés internacional
| Campeonato Mundial | Campeonato Mundial | Campeonato Mundial | Campeonato Mundial |
| Año                | Lugar              | Medalla            | Categoría          |
| ------------------ | ------------------ | ------------------ | ------------------ |
| 1999               | Boden (Suecia)     | Medalla de oro     | 62 kg              |
| 2005               | Budapest (Hungría) | Medalla de oro     | 59 kg              |
| 2006               | Cantón (China)     | Medalla de oro     | 59 kg              |
| 2008               | Tokio (Japón)      | Medalla de oro     | 59 kg              |
| 2010               | Moscú (Rusia)      | Medalla de bronce  | 59 kg              |